# 美しき郷
「美しき郷」（うつくしきさと）は、島根県邑智郡美郷町が制定した町歌である。作詞・土江六子（六子）、作曲・母里由美子。

## 解説
2004年（平成16年）10月1日に邑智郡邑智町と大和村が合併して成立をみた美郷町の町民歌である。平成の大合併では秋田県と宮崎県でも同名の「美郷町」が成立したが、3町いずれも合併から早期に町歌を制定している。
- 秋田県仙北郡美郷町 - 美郷町民歌 光あふれて
- 島根県邑智郡美郷町 - 美しき郷
- 宮崎県東臼杵郡美郷町 - 美郷町歌 〜輝いて〜

前身自治体では邑智町において1958年（昭和33年）10月20日付で「邑智町歌」「邑智町民歌」の2曲、大和村で「大和村民歌」をそれぞれ制定していたが、邑東合併推進協議会では邑智町と大和村がそれぞれ制定した町村歌や音頭等については確認の対象に含まれず、美郷町の成立を以て自動的に失効・廃止の扱いとなった。
「美しき郷」は合併5周年を機に町が県内で活動するシンガーソングライターの六子へ作成を依頼したもので、創唱も六子自身が行っている。町では発表当初から「町歌」や「町民歌」でなく「イメージソング」と称しているが、日本音楽著作権協会（JASRAC）の登録情報では別名として「島根県美郷町町歌」が指定されている。
市販の音源は六子のベスト・アルバム『心唄〜選』のトラック5に収録。
なお宮崎県を拠点に活動するシンガーソングライターの日高昇一も同県内の美郷町を題材にした同名異曲「美しき郷」を作成している。